# Schansbier
Schansbier is een Nederlands biermerk dat een reeks bieren van hoge gisting omvat.
Het bier wordt gebrouwen in Brouwerij De Schans te Uithoorn. Er worden biersoorten ontwikkeld en kleinschalig geproduceerd voor de eigen slijterij, een aantal brouwsels worden maar eenmalig gebrouwen.

## Varianten
- Schansbier Schwarz, Duits Schwarzbier, zwart, 23 EBU, 5%
- Schansbier Voorjaarsbier, blonde bock, koper, 30 EBU, 6,5%
- Schansbier Herfstbok, bockbier, bruin, 25 EBU 6,5%
- Schansbier Blond, 28 EBU, 6%
- Schansbier Tarwe, weizenbier, 18 EBU, 4,8%
- Schansbier 6, dubbel, 24 EBU, 5,8%
- Schansbier Tripel, koper, 28 EBU, 8,5%
- Schansbier Pils, Pilsener, 28 EBU, 5%
- Schansbier Saison, Saison, 37 EBU, 7%
- Schansbier Spicy, kruidige stout,7%
- Schansbier Imperial Stout, 8,8%